# Ренегат
Вижте пояснителната страница за други значения на Ренегат.
Ренегат (на латински: renegatus, от renego – „отричам се“, т.е. - изменник, отстъпник) е понятие, с което се обозначава човек, изменящ на своите принципи или на убежденията си (например религия, политическа идеология, философия или национална идентификация) и преминаващ в лагера на противника/опониращата група, правейки това едновременно по свое решение и дори - желание, противно на общата тенденция в обществото, от което произхожда и по-скоро престорено, с користна цел или въобще по някакъв позорен или непочтен  (противоречащ на честта) начин и без това да отговаря на намерения да се придържа искрено към принципите (или към по-положителното в принципите) на тези, към които се присъединява или на новата, предполагаемо различна по убеждения от старата му група. Терминът се използва и за човек, който изоставя и предава, при такива обстоятелства, една институция или група (семейство, армия, спортен клуб), за сметка на други.
В други случаи, когато отделни хора или цели общности са се отричали от позициите си, това не се окачествява (освен може би от тях самите или от противниците им), като предателство от този тип. Например, като различна от ренегатство проява може да се възприемат обявяването на независимостта на Нидерландия с Акта на отричане (Plakkaat van Verlatinghe), подписан на 26 юли 1581 г. в Холандия, както и отричането на Галилео Галилей от хелиоцентричната система, под угроза на мъчения и екзекуция по инициатива на Светата инквизиция. Терминът е използван обаче (може би неподходящо по смисъла на горното) в Кралство Франция през 1685 г., при подписването на Едикта от Фонтебло, който отменя Нантския едикт, за да определи акта, с който хугенотите трябва да приемат унищожаването на принципите на религиозна свобода, заложени в Нантския едикт, и да се присъединят към католическата религия.
Първоначално ренегат е термин с религиозен произход, като води началото си от латинската дума renegare (отричане). Според англоезичния речник Brockhaus това е лице, отрекло се от своята вяра, особено за лица, преминали от християнството към исляма, като Кьосе Михал. Сходен (а от гледна точка на опонентите му - и равностоен) термин в религиозен план е апостат — „отстъпник“, употребявано по адрес на византийския император Юлиан Апостат, макар че в неговия случай отричането от християнството и от про-християнската политика на предшествениците му става по убеждение и от държавнически съображения, както е например и с българския владетел Владимир Расате. Сходно е положението с близките им предшественици, изоставили езичеството - Константин Велики и Борис I. 